# Yūki Horigome
Yūki Horigome (japanisch 堀米 勇輝 Horigome Yūki; * 13. Dezember 1992 in Kofu) ist ein japanischer Fußballspieler.

## Karriere
Horigome erlernte das Fußballspielen in der Jugendmannschaft von Ventforet Kofu. Seinen ersten Vertrag unterschrieb er 2010 bei Ventforet Kofu. Der Verein spielte in der zweithöchsten Liga des Landes, der J2 League. 2010 wurde er mit dem Verein Vizemeister der Liga und stieg in die erste Liga auf. Am Ende der Saison 2011 stieg der Verein wieder in die zweite Liga ab. 2012 wurde er mit dem Verein erneut Meister und stieg direkt wieder in die erste Liga auf. Für den Verein absolvierte er 24 Ligaspiele. Im Mai 2013 wurde er an den Zweitligisten Roasso Kumamoto ausgeliehen. Für den Verein absolvierte er 25 Ligaspiele. 2014 wurde er an den Zweitligisten Ehime FC ausgeliehen. Für den Verein absolvierte er 42 Ligaspiele. 2015 kehrte er zu Ventforet Kofu zurück. Für den Verein absolvierte er zwölf Erstligaspiele. 2016 wechselte er zum Zweitligisten Kyoto Sanga FC. Für den Verein absolvierte er 37 Ligaspiele. 2017 wechselte er zum Erstligisten Ventforet Kofu. Am Ende der Saison 2017 stieg der Verein in die zweite Liga ab. Für den Verein absolvierte er 48 Ligaspiele. 2019 wechselte er zum Ligakonkurrenten JEF United Chiba. Im Februar 2021 wechselte er bis Saisonende auf Leihbasis zum Ligakonkurrenten Montedio Yamagata. Für Yamagata bestritt er acht Zweitligaspiele. Nach der Ausleihe kehrte er nicht nach Chiba zurück, sondern unterschrieb am 1. Februar 2022 in Tosu einen Vertrag beim Erstligisten Sagan Tosu.

## Erfolge
Ventforet Kofu
- Japanischer Zweitligameister: 2012